# François Reichenbach
François Reichenbach (París, 3 de julio de 1921 – Neuilly-sur-Seine, 2 de febrero de 1993) fue un productor, guionista y director de cine francés. Dirigió 40 películas entre 1954 y 1993.

## Filmografía seleccionada
- L'Amérique insolite (1960)
- L'Indiscret] (1969)
- L'Amour de la vie - Artur Rubinstein (1969)
- Medicine Ball Caravan (1971)
- Vérités et Mensonges (1973)
- Entends-tu les chiens aboyer (1975)